# Ліндсі Бекінгем
Ліндсі Бекінгем (англ. Lindsey Adams Buckingham, нар. 3 жовтня 1949) — американський музикант, найбільш відомий як гітарист і вокаліст гурту Fleetwood Mac. Також активний сольно.  
До Fleetwood Mac був учасником фолк-рокового дуету Buckingham Nicks (англ.) Рос. (Зі співачкою Стіві Нікс). У 1974 році Мік Флітвуд запросив їх обох до свого гурту (Fleetwood Mac), і, як пише музичний сайт AllMusic, «коли Бекінгем приєднався, попсові тенденції гурту під його керівництвом розцвіли. Він не тільки забезпечив гурт деякою кількістю блискучих, несподівано похмурих поп-пісень, він відточив пісні інших учасників своїм продюсуванням, аранжуванням і захоплюючою грою на гітарі».
Журнал «Роллінг стоун» помістив Бекінгема на 100-е місце свого списку ста найкращих гітаристів усіх часів.

## Дискографія
Див. «Lindsey Buckingham § Discography» в англ. Вікіпедії.
- 1973 — Buckingham Nicks
- 1981 — Law and Order
- 1984 — Go Insane
- 1992 — Out of the Cradle
- 2006 — Under the Skin
- 2008 — Live at the Bass Performance Hall
- 2008 — Gift of Screws
- 2011 — Seeds We Sow
- 2011 — Songs from the Small Machine: Live in L.A at Saban Theatre in Beverly Hills, CA / 2011
- 2012 — One Man Show

## Примітка
1. ↑  Person Profile // Internet Movie Database — 1990.
2. ↑  GeneaStar
3. ↑  https://www.rollingstone.com/music/music-news/fleetwood-mac-fires-lindsey-buckingham-629198/
4. 1 2  Lindsey Buckingham — Biography (англ.). AllMusic. Архів оригіналу за 19 лютого 2015. Процитовано 28 січня 2015.
5. ↑  Примітка: Список опублікований в 2011 році, на січень 2015 року є актуальним.
Lindsey Buckingham - 100 Greatest Guitarists (англ.). Rolling Stone. 23 листопада 2011. Архів оригіналу за 28 січня 2015. Процитовано 28 січня 2015.